# Epidromia arenosa
Epidromia arenosa är en fjärilsart som beskrevs av Walker 1865. Epidromia arenosa ingår i släktet Epidromia och familjen nattflyn. Inga underarter finns listade i Catalogue of Life.